# Черничный суп
Черничный суп (швед. blåbärssoppa, фин. mustikkakeitto, исл. bláberjasúpa) — скандинавский фруктовый суп из черники, который можно подавать холодным или горячим. Его подают либо как суп, часто вместе с кашей, клёцками, либо как густой напиток. Для приготовления используют чернику (лат. Vaccínium myrtíllus), которая произрастает в дикой природе по всей Скандинавии и в других частях Европы.
Традиционный черничный суп готовят из черники, сахара, воды и картофельного крахмала, который придаёт ему довольно густую консистенцию. Также в Скандинавии его можно купить в порошкообразном виде, чтобы приготовить его достаточно смешать с водой.
В кулинарной книге Елены Молоховец (1901 года) приводятся несколько рецептов супа с черникой: суп из свежей черники, суп из свежей черники с клецками, суп из сушеной черники.
В Скандинавии черничный суп традиционно подают участникам соревнований на выносливость, в частности, лыжного марафона Васалоппет, так как он придаёт спортсменам необходимую энергию.
Черника также традиционно используется для борьбы с легкими желудочно-кишечными заболеваниями, а в Швеции и Финляндии черничный суп часто считают подходящей пищей против диареи.